# Grandfontaine (Borgogna-Franca Contea)
Grandfontaine è un comune francese di 1 453 abitanti situato nel dipartimento del Doubs nella regione della Borgogna-Franca Contea.

## Società

### Evoluzione demografica
Abitanti censiti